# شهرستان لونا (نیومکزیکو)
شهرستان لونا، نیومکزیکو یکی از شهرستان‌های جنوبی ایالت نیومکزیکو است که دارای مرز بین‌المللی مشترک با کشور مکزیک است. جمعیت این شهرستان بر طبق آمارهای سال ۲۰۱۰ برابر است با ۲۵٫۰۹۵ نفر و مرکز آن شهر دمینگ است.

## پیوند
- وب‌گاه رسمی